# Leaso Grace Gago Tiatia
Pour les articles homonymes, voir Gago et Tiatia.
Pas d'image ? Cliquez ici

a Compétitions nationales et continentales officielles uniquement.

b Matchs officiels uniquement.
Dernière mise à jour le 8 août 2025.
Leaso Grace Gago Tiatia ou Grace Gago, née le 5 mai 1998 est une joueuse internationale néo-zélandaise de rugby à XV qui évolue au poste de talonneur. Elle représente la province des Counties Manukau en Farah Palmer Cup et joue avec les Blues en Super Rugby Aupiki.

## Biographie
Née le 5 mai 1998, Grace Gago est la sœur cadette de Luisa Gago (en), joueuse internationale néo-zélandaise et samoane (en) de rugby à XIII. 
En 2016, elle est nommée joueuse de l'année dans la catégorie des moins de 18 ans de la province des Counties Manukau, où elle reçoit son prix des mains de Hazel Tubic. Elle fait ses débuts en Farah Palmer Cup en 2017.
En 2022, elle est encore élue joueuse de l'année de sa province, cette fois dans la catégorie senior.
En 2023, elle est recrutée par les Blues et joue le Super Rugby Aupiki. En suivant, elle signe son premier contrat avec la Fédération néo-zélandaise et dispute la Pacific Four Series (en). Elle obtient sa première sélection avec les Blacks Ferns face aux États-Unis. Elle n'est cependant pas retenue pour le WXV.
En 2024, pour sa deuxième saison avec les Blues, elle remporte le Super Rugby Aupiki face aux Chiefs Manawa. Elle fait ensuite partie des trente sélectionnées pour jouer la Pacific Four Series. Blessée, elle n'est pas retenue pour le WXV.
Elle est à nouveau titrée avec les Blues en 2025 mais n'est pas sélectionnée pour la Pacific Four Series,. Elle fait toutefois partie de l'équipe réserve qui part en tournée en Afrique du Sud. Non sélectionnée pour la Coupe du monde, elle réintègre l'équipe de Counties Manukau en Farah Palmer Cup.

## Palmarès

### En franchise
- Vainqueur du Super Rugby Aupiki en 2024 et 2025.

### En équipe nationale
- Vainqueur de la Pacific Four Series en 2023 (en).